# علي نيكزاد
علي نيكزاد ((بالفارسية: علی نیکزاد); من مواليد 1961) سياسي وأكاديمي إيراني محافظ ووزير سابق في مجلس الوزراء.

## النشأة والتعليم
ولد نيكزاد عام 1961. وهو حاصل على درجة البكالوريوس في التنمية الحضرية من جامعة Elm-va-San'at (العلوم والصناعة).  ثم حصل على درجة الماجستير في الإدارة العامة من جامعة الإدارة الصناعية.  أكبر نكزاد شقيقه سياسي إيراني ومحافظ سابق لمحافظة أردبيل.

## مهنة
تم تعيين نيكزاد حاكمًا لمحافظة أردبيل عام 2005. ثم عمل مديرا لتنظيم البلديات بوزارة الداخلية حتى عام 2009. شغل منصب وزير النقل والإسكان من أغسطس 2009 إلى يونيو 2011. كما شغل منصب وزير الطرق والمواصلات بالوكالة من فبراير إلى يونيو 2011. عندما كان وزيرا للإسكان، حل محل محمد الصديقية بعد إعادة انتخاب الرئيس محمود أحمدي نجاد.  في 7 فبراير 2011 ، تم تعيين نيكزاد من قبل أحمدي نجاد كوزير للطرق والمواصلات بالوكالة خلفًا للوزير السابق المعزول حميد بهبهاني. تم تعيين نيكزاد وزيراً لشؤون البنية التحتية في مايو 2011 عندما تم إنشاء الوزارة التي جمعت بين وزارتي الإسكان والتنمية الحضرية والطرق والمواصلات. في نهاية عام 2012 ، تم تعيينه أيضًا وزيرًا بالإنابة للاتصالات وتكنولوجيا المعلومات. اقترحه الرئيس أحمدي نجاد كوزير لهذا المنصب في يناير 2013. ومع ذلك، لم يوافق عليه المجلس. أعلن ترشحه للانتخابات الرئاسية 2013. ومع ذلك، فقد رفض ترشيحه لاحقًا. في يونيو 2013 ، تم ترشيح نيكزاد كمرشح لمنصب عمدة طهران. لم تتمكن مجموعة «الربيع فيفا» المكونة من حلفاء أحمدي نجاد من الفوز في الانتخابات المحلية التي أجريت أيضًا في 14 يونيو 2013 باعتبارها الانتخابات الرئاسية. لذلك، أصبح انتخاب نيكزاد رئيسًا لبلدية طهران أمرًا غير مرجح. في انتخابات 2017 ، تم تعيينه رئيسًا لحملة المرشح الرئاسي إبراهيم رئيسي.